# An Tiaracht
An Tiaracht est une île inhabitée parmi l’archipel des Blasket situé dans le prolongement de la péninsule de Dingle dans le Comté de Kerry en Irlande.
C’est la plus occidentale des îles Blasket et en même temps le point le plus occidental d’Irlande. L’île fait 1 km d’est en ouest et 500 mètres du nord au sud. L’île est séparée en deux parties d’altitude différente la partie orientale culmine à 200 mètres et la partie occidentale à 116 mètres.
An Tiaracht, comme les autres îles des Blasket abrite une grande colonie de d’oiseaux de mer avec notamment des rassemblements de puffins des Anglais, d’océanite tempête et d’océanite culblanc parmi les plus grands du monde. On y trouve un nombre important (mais fluctuant) de macareux moines.
Le phare d'Inishtearaght y a été construit en 1870 et automatisé en 1988. Le phare s'élève à 84 mètres au-dessus de la mer.